# SM-Trax
SM-Trax war ein deutsches Musikprojekt der beiden Hamburger Musikproduzenten und DJs Stefan Grünwald und Mirko von Schlieffen. Der Name des 1997 gegründeten Musikprojektes leitet sich von dem ersten Buchstaben der Vornamen beider Mitglieder ab.

## Karriere
1997 veröffentlichte das Duo die Single Climb on Top zusammen mit der US-amerikanischen Sängerin Sweet Pussy Pauline (Candice Jordan). Das Lied erreichte Platz 63 in den deutschen Singlecharts und verblieb sechs Wochen in diesen Charts. 1999 wurde die Single Got the Groove veröffentlicht, welche in den Vereinigten Staaten Platz 1 der Billboard Dance Club Songs erreichen konnte. In Deutschland erreichte das Lied Platz 58 der offiziellen Singlecharts. Die Nachfolgesingle …Is Calling erreichte Platz 57. Im Jahr 2000 konnten SM-Trax noch einmal mit der Single At the Club in die deutschen Singlecharts einsteigen. Im selben Jahr verließ von Schlieffen das Musikprojekt. Die letzte Veröffentlichung stammt aus dem Jahr 2004.

## Diskografie

### Singles
| Jahr | Titel Album      | Höchstplatzierung, Gesamtwochen, AuszeichnungChartsChartplatzierungen (Jahr, Titel, Album, Platzierungen, Wochen, Auszeichnungen, Anmerkungen) | Anmerkungen                                                       |
| Jahr | Titel Album      | DE | Anmerkungen                                                       |
| ---- | ---------------- | --- | ----------------------------------------------------------------- |
| 1997 | Climb on Top –   | DE63 (6 Wo.)DE | Erstveröffentlichung: 8. September 1997 feat. Sweet Pussy Pauline |
| 1999 | Got the Groove – | DE58 (5 Wo.)DE | Erstveröffentlichung: 12. Februar 1999                            |
| 1999 | …Is Calling –    | DE57 (5 Wo.)DE | Erstveröffentlichung: 2. August 1999                              |
| 2000 | At the Club –    | DE82 (1 Wo.)DE | Erstveröffentlichung: 2000                                        |

Weitere Singles
- 1997: Show Me Something Special
- 2002: Feel the Music (feat. Tess)
- 2004: Ignition![5]